# Thomas Carter
Thomas Carter (Austin, 17 luglio 1953) è un regista, produttore televisivo, attore e sceneggiatore statunitense, attivo sia in televisione che al cinema.

## Filmografia

### Regista

#### Cinema
- Swing Kids - Giovani ribelli (Swing Kids) (1993)
- Uno sbirro tuttofare (Metro) (1997)
- Save the Last Dance (2001)
- Coach Carter (2005)
- Gifted Hands - Il dono (Gifted Hands: The Ben Carson Story) (2009)
- Il tempo di vincere (When the Game Stands Tall) (2014)

### Attore
- The Monkey Hu$tle, regia di Arthur Marks (1976)
- Almost Summer, regia di Martin Davidson (1978)
- Time Out (The White Shadow) - serie TV (1978-1981)
- Di chi è la mia vita? (Whose Life Is Anyway?), regia di John Badham (1981)

## Premi e riconoscimenti
- Primetime Emmy Awards
  - 1990 - Migliore regia di una serie drammatica - E giustizia per tutti (Equal Justice), episodio Promises to Keep
  - 1991 - Migliore regia di una serie drammatica - E giustizia per tutti (Equal Justice), episodio In Confidence